# Tram tipo PCC

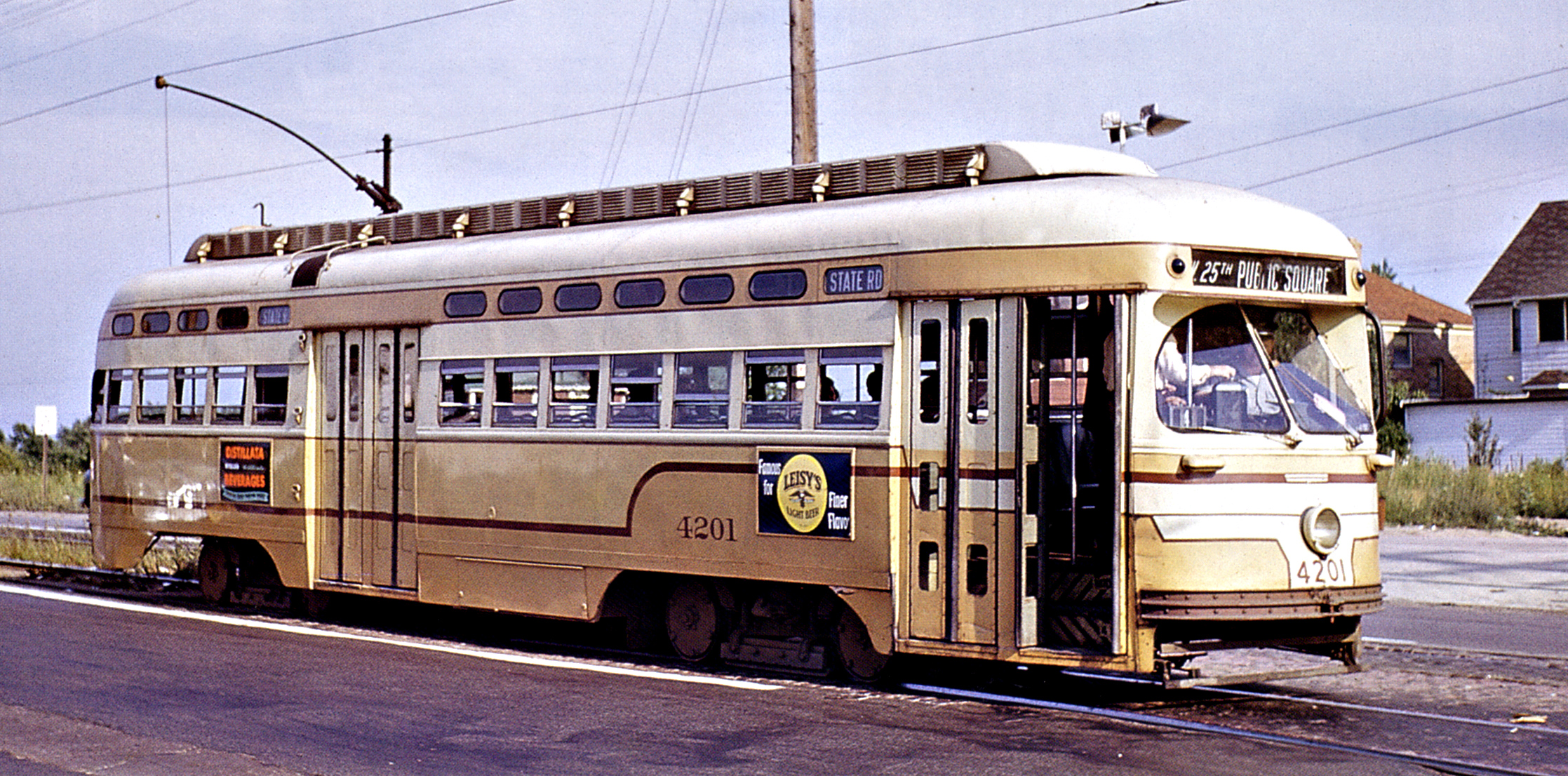
Vettura tipo PCC in servizio a Cleveland

I tram tipo PCC erano una tipologia di vetture tranviarie, progettata negli anni trenta negli Stati Uniti d'America. L'acronimo PCC deriva da President Conference Committee, perché le caratteristiche delle vetture furono stabilite congiuntamente dai presidenti delle maggiori aziende di trasporto pubblico.

## Storia
Intorno alla fine degli anni venti, le maggiori aziende di trasporto pubblico degli Stati Uniti d'America si accordarono per progettare un tipo unificato di vettura tranviaria, con l'obiettivo di abbattere i costi di costruzione e di rispondere efficacemente alla concorrenza di altri mezzi di trasporto (automobili e autobus).
Le vetture, dalla tipica forma arrotondata, furono prodotte in grande numero (intorno alle 5.000 unità per le città nordamericane) fino agli anni cinquanta.

## Costruttori
Inizialmente, le vetture PCC furono costruite dalle ditte nordamericane St. Louis Car Company e Pullman Standard, con equipaggiamenti elettrici forniti da General Electric e Westinghouse.
Successivamente le PCC si diffusero anche in Europa, dove vennero costruite su licenza dalla belga La Brugeoise et Nivelles, per numerose città belghe e francesi, e dall'italiana Fiat, che ne fornì un lotto alla città di Madrid.
Dopo la seconda guerra mondiale, il modello PCC conobbe un'enorme diffusione nei paesi del blocco orientale, grazie ai modelli T1, T2 e soprattutto T3 costruiti su licenza dalla Tatra cecoslovacca. Altre ditte (ad esempio la DUEWAG tedesco-occidentale o la Konstal polacca) svilupparono progetti propri ispirandosi alle PCC.